# Iré-le-Sec
Iré-le-Sec is een gemeente in het Franse departement Meuse (regio Grand Est) en telt 132 inwoners (1999). De plaats maakt deel uit van het arrondissement Verdun.

## Geografie
| Aangrenzende gemeenten | Aangrenzende gemeenten | Aangrenzende gemeenten | Aangrenzende gemeenten | Aangrenzende gemeenten |
| ---------------------- | ---------------------- | ---------------------- | ---------------------- | ---------------------- |
|                        |                        | Montmédy               |                        | Bazeilles-sur-Othain   |
|                        |                        |                        |                        |                        |
| Juvigny-sur-Loison     | Flassigny              |                        |                        |                        |
|                        |                        |                        |                        |                        |
| Louppy-sur-Loison      |                        | Remoiville             |                        | Marville               |

De onderstaande kaart toont de ligging van Iré-le-Sec met de belangrijkste infrastructuur en aangrenzende gemeenten.

## Demografie
Onderstaande figuur toont het verloop van het inwonertal (bron: INSEE-tellingen).